# En händig man på turné 2007
En händig man på turné 2007 — гастрольный тур Пера Гессле по Швеции в поддержку его сольного альбома "En händig man", который прошёл с 11 июля по 12 августа 2007 года. Предварительный промоконцерт прошёл 3 июля 2007 года в Стокгольме в рамках ежегодного проекта Allsång på Skansen. По официальным данным, всего за месяц живые концерты музыканта и его группы посетило более 128.800 человек.
На последнем концерте турне 12 августа 2007 года в Стокгольме в качестве зрителя присутствовала коллега Пера Гессле по дуэту Roxette, Мари Фредрикссон с семьёй.

## Музыканты
- Пер Гессле — основной вокал, гитара
- Кларенс Овферман — клавишные
- Кристофер Лундквист — гитара, клавиола, бэк-вокал
- Матс МП Перссон — гитара
- Хелена Юсефссон — вокал, бэк-вокал, перкуссия
- Йенс Янссон[швед.] — ударные
- Магрус Бёрьесон — бас-гитара, бэк-вокал

## Список городов и даты концертов
- 11 июля — Örjans vall, Хальмстад
- 13 июля — Stångebrofältet, Линчёпинг
- 14 июля — Högbo bruk, Сандвикен
- 15 июля — Sammilsdal, Лександ
- 17 июля — Idrottsplatsen, Боргхольм
- 19 июля — Замок Софиеру, Хельсингборг
- 20 июля — Gränsö slott, Вестервик
- 21 июля — Slottskogsvallen, Гётеборг
- 22 июля — Vallen, Стрёмстад
- 24 июля — Östergravar, Висбю
- 27 июля — Bolougnersskogen, Шёвде
- 28 июля — Christinehofs slott, Кристенхоф
- 29 июля — Fästningsrundan, Варберг
- 1 августа — Elmiafältet, Йёнчёпинг
- 3 августа — Mariebergsskogen, Карлстад
- 4 августа — Evedal, Векшё
- 5 августа — Mölleplatsen, Мальмё
- 10 августа — Lögarängen, Вестерос
- 11 августа — Brunnsparken, Эребру
- 12 августа — Sjöhistoriska, Стокгольм

## DVD с живым концертом
Релиз 12 декабря 2007 года. Номер по каталогу: 5099 9 515398 9 4. Изначально DVD снимали на концерте в Гётеборге 21 июля 2007 года. Позже было объявлено, что запись испорчена и непригодна для изготовления DVD, поэтому ещё один концерт сняли на последнем шоу в Стокгольме, 12 августа.
На DVD вошли: полный концерт, состоящий из 25 песен + интро; видеодневник ударника Йенса Йонссона (ранее доступный также на сайте YouTube Архивировано 3 февраля 2016 года., но в плохом качестве); видеоклип на песню "En händig man" в отличном качестве (реж. Антон Корбайн), а также звуковой трек "När vi två blir en" (klarnett version) — инструментальная кларнет-версия. Общая длительность DVD — 129 минут, звук Dolby digital surround (DTS), широкоэкранная версия (16:9).

### Список композиций
Список песен, исполненных на концерте в Стокгольме и записанных на DVD:
1. Intro — кларнет-версия песни «När vi två blir en»
2. Juni, juli, augusti
3. (Hon vill ha) Puls
4. Pratar med min müsli (hur det än verkar)
5. En händig man
6. På promenad genom stan
7. Vilket håll du än går
8. Hannas kärlekspil
9. Det hjärta som brinner
10. En sten vid en sjö i en skog
11. När alla vännerna gått hem
12. Om du bara vill
13. Jag skulle vilja tänka en underbar tanke
14. Kung av sand
Представление музыкантов
15. Här kommer alla känslorna (på en och samma gång)
16. Födelsedag
17. Fru Nordin
18. Spegelboll
19. Gå & fiska!
Экстра
20. Om du kommer ihåg
21. Tycker om när du tar på mej
22. Ljudet av ett annat hjärta
23. Ska vi älska, så ska vi älska till Buddy Holly
Экстра-экстра
24. Sommartider
25. Min hälsning

## Галерея
- Хелена Юсефссон на концерте в Хельсингборге
- Кристофер Лундквист, там же